# Gyorgy Demetradze
Gyorgy Demetradze (en georgiano გიორგი დემეტრაძე; 26 de septiembre de 1976 en Tiflis, RSS de Georgia, Unión Soviética) es un futbolista georgiano retirado. Fue un goleador de prestigio en varias ligas de la antigua Unión Soviética, aunque no tuvo éxito en su aventura en el fútbol de Europa occidental.

## Biografía
Demetradze nació en 1976 en Tiflis, la capital de Georgia, en aquel entonces parte integrante de la Unión Soviética. Demetradze se formó en la cantera del FC Dinamo Tbilisi, el club más importante de Georgia y uno de los históricos de la Liga de la URSS.
Su debut profesional se produjo en la temporada 1992-93 en las filas del modesto Kaheti Telavi, equipo en el que jugó cedido 2 temporadas. En 1994 regresó al FC Dinamo Tbilisi, en el que estuvo 3 temporadas y se convirtió en uno de los principales goleadores del fútbol georgiano. En 1996 debutó con la selección de su país y en la temporada 1996-97 se proclamó máximo goleador de la Umaglesi Liga (Primera División de Georgia) con 26 goles (compartió el galardón con David Ujmajuridze del Dinamo Batumi). Con el Dinamo, gran dominador del fútbol georgiano, ganó 3 títulos de Liga y 3 de la Copa de Georgia.
Sin haber cumplido los 21 años de edad, al poco de iniciar la temporada 1997-98, fue cedido a un histórico del fútbol europeo, el Feyenoord de Róterdam. Sin embargo una lesión impidió a Demetradze brillar en el fútbol neerlandés y tras una temporada en la que apenás jugó unos pocos partidos regresó al 
Entonces fichó por el Alania Vladikavkaz, equipo de la Superliga de Rusia, que juega en Vladikavkaz, ciudad de Alania-Osetia del Norte, república autónoma rusa fronteriza con Georgia. En el fútbol ruso Georgi volvió a demostrar sus dotes de goleador y en 2 brillantes temporadas se convirtió en la referencia de ataque del equipo. En la temporada de 1999, con 21 goles, se convirtió en el máximo goleador de la Liga rusa. 
De cara a la temporada 2000 fichó por el Dinamo de Kiev, principal equipo de la Liga de fútbol de Ucrania. El equipo ucraniano contaba además con el aliciente de haber ganado la Liga de 1999
En la Liga de Campeones de la UEFA 2000-01 estuvo a punto de eliminar al Manchester United en la fase de grupos

### Jugador de la Real Sociedad
El 20 de diciembre de 2000 la Real Sociedad fichó a Demetradze por un traspaso de 800 millones de pesetas (aprox. 4,8 millones de euros). El georgiano firmaba por 3 temporadas y media con la Real Sociedad y opción a dos más, aunque al final apenas llegaría a jugar un año con los donostiarras.
El club se encontraba en aquel momento a mitad de temporada ocupando puestos de descenso. Demetradze llegó como refuerzo para una delantera falta de efectivos y con la vitola de ser gran goleador, un futuro crack, al que avalaban los títulos de máximo goleador en las ligas de Georgia y Rusia. Su traspaso fue el más caro que había realizado la Real Sociedad hasta el momento y pasó a cobrar una de las fichas más altas del club.
Sin embargo su paso no pudo ser más decepcionante. Al poco de llegar al equipo hubo un cambio de entrenador y el nuevo mister, John Benjamin Toshack le hizo debutar cuando todavía estaba bajo de forma y con sobrepeso, el 7 de enero de 2001. El jugador se lesionó a raíz de aquel encuentro y tras recuperarse de su lesión no volvió a contar más para el entrenador en lo que restaba de temporada. Apenas llegó a jugar 72 minutos en 4 partidos, en los que no llegó a marcar un solo gol.
La siguiente temporada fue algo mejor para Gyorgy, que llegó a jugar 10 partidos en la primera vuelta de la temporada, pero solo pudo marcar 1 gol. El jugador siguió sin tener la titularidad ni la confianza del entrenador y dado que el equipo pasaba de nuevo apuros clasificatorios, la directiva decidió reforzar de nuevo el equipo en el mercado de invierno. La Real decidió en diciembre repescar al delantero serbio Darko Kovačević y fichar a un joven delantero turco llamado Nihat Kahveci. Dado que ambos ocupan plaza de extra-comunitario y que el club solo podía disponer de 4 jugadores extra-comunitarios en plantilla, cupo que ya estaba cubierto en aquel momento (Demetradze, Jojlov, Jankauskas y Luiz Alberto); la Real tenía que deshacerse de alguno de sus jugadores extranjeros. El georgiano Demetradze fue desde el primer momento el primer elegido para causar baja, ya que de los 4 era el único que no era titular y venía a jugar en el puesto de los nuevos fichajes.
La salida que le buscó el club a Demetradze fue una cesión al Lokomotiv de Moscú hasta final de la temporada 2001/02, que se correspondía aproximadamente con la primera mitad de la temporada 2002 en Rusia. Demetradze volvió así a la liga en la que había sido máximo goleador apenas 3 años antes, pero bajo de forma apenas jugó 6 partidos con los ferroviarios sin marcar ningún gol. 
Tras finalizar la cesión el 30 de junio, la Real Sociedad decidió ceder a Demetradze al Alania Vladikavkaz, equipo donde había sido el georgiano máximo goleador unos años antes, para que jugara la segunda mitad de la temporada 2002 con su exequipo. En su antiguo equipo Demetradze volvió a reencontrarse como jugador y obtuvo buenas cifras de delantero, jugó 16 partidos, marcó 6 goles y dio 7 asistencias en media temporada.
Al finalizar la temporada 2002 en Rusia el jugador retornó en el mes de diciembre a entrenar con la Real Sociedad, donde un nuevo entrenador, Raynald Denoueix dirigía ahora al equipo.
Sin embargo, Demetradze ya no tenía sitio en la delantera de la Real Sociedad de la temporada 2002-03, con unos Kovacevic y Nihat en racha goleadora; y con buenos suplentes como De Paula, Jojlov y Joseba Llorente esperando su oportunidad en el banquillo. Tras dos meses entrenando con la Real en Zubieta, el jugador salió del equipo a comienzos de febrero en una nueva cesión, esta vez hacia el Metalurg Donetsk de la Liga Premier de Ucrania, que se comprometió a pagar su elevado sueldo hasta final de temporada. En Ucrania Demetradze volvió a demostrar un gran nivel, jugó 15 partidos, marcó 8 goles y dio 11 asistencias en media temporada, siendo decisivo en la obtención del tercer puesto en la Liga por parte del equipo pobre de Donetsk. Dado su buen rendimiento en el último año se barajó seriamente que Demetradze cumpliera la temporada de contrato que le quedaba en la Real Sociedad, o bien que saliera en una nueva cesión hasta diciembre, pero finalmente se concretó el traspaso del jugador al Metalurg Donetsk el 5 de agosto de 2003 por una cifra que no se hizo pública, pero que era notablemente inferior al coste que había tenido. La Real se deshizo de la alta ficha de Demetradze y dejó sitio libre para el fichaje estratégico de Lee Chun Soo, otro de los grandes fiascos de la historia realista. El fichaje de Demetradze pasa por ser uno de los fichajes más polémicos y onerosos desde el punto de vista económico y deportivo de la historia de la Real, aunque dado el rendimiento que dio el jugador en otros equipos durante aquellos años siempre quedó la duda de que si no fueron la mala suerte o una mala gestión las que dieron al traste el fichaje del que era en realidad un buen jugador.

### Retirada y problemas con la justicia
El último club en el que jugó Demetradze fue el Spartaki-Tskhinvali Tbilisi, uno de los equipos más modestos de la Umaglesi Liga (Primera División de Georgia). Fue durante la temporada 2009-10 y el jugador solo llegó a disputar 4 partidos de Liga durante toda la temporada. 
En julio de 2010 el jugador saltó a los noticiarios de su país ya que fue detenido por la policía acusado de extorsión, siendo vinculado a una red de apuestas ilegales de la mafia georgiana. El juicio contra Demetradze se llevó a cabo en marzo de 2011 y el jugador fue encontrado culpable de extorsionar a gente que había perdido apuestas deportivas ilegales. Fue sentenciado a una condena de 6 años de cárcel.
El 13 de enero de 2013, 190 personas que fueron designados como prisioneros políticos por el Parlamento de Georgia fueron liberados de prisión bajo una ley de amnistía, que había sido impulsada el año anterior por los legisladores de la coalición Sueño Georgiano, que se había impuesto en las elecciones legislativas de 2012.  Entre los amnistiados se encontraba Demetradze, que salió de esa manera de prisión.
Con más de 36 años de edad cumplidos, Demetradze no retornó a su carrera como futbolista profesional tras su liberación. 

## Clubes y estadísticas
| Temporada                 | Club                             | Categoría                  | Liga  | Liga  | Copa  | Copa  | Europa | Europa | Total | Total |
| Temporada                 | Club                             | Categoría                  | Part. | Goles | Part. | Goles | Part.  | Goles  | Part. | Goles |
| ------------------------- | -------------------------------- | -------------------------- | ----- | ----- | ----- | ----- | ------ | ------ | ----- | ----- |
| 1992/93                   | Kaheti Telavi                    | Umaglesi Liga              | 1     | 0     | -     | -     | -      | -      | 1     | 0     |
| 1993/94                   | Kaheti Telavi                    | Umaglesi Liga              | 18    | 11    | ¿?    | ¿?    | -      | -      |       |       |
| 1994/95                   | FC Dinamo Tbilisi                | Umaglesi Liga              | 17    | 8     | ¿?    | ¿?    | -      | -      |       |       |
| 1995/96                   | FC Dinamo Tbilisi                | Umaglesi Liga              | 24    | 17    | ¿?    | ¿?    | -      | -      |       |       |
| 1996/97                   | FC Dinamo Tbilisi                | Umaglesi Liga              | 26    | 26    | ¿?    | ¿?    | -      | -      |       |       |
| 1997/98                   | FC Dinamo Tbilisi                | Umaglesi Liga              | 4     | 1     | ¿?    | ¿?    | -      | -      |       |       |
| 1997/98                   | Feyenoord Rotterdam (cedido)     | Eredivisie                 | 7     | 0     | ¿?    | ¿?    | -      | -      |       |       |
| 1998                      | Alania Vladikavkaz               | Liga Premier de Rusia      | 15    | 14    | ¿?    | ¿?    | -      | -      |       |       |
| 1999 (1999/00) en Ucrania | Alania Vladikavkaz               | Liga Premier de Rusia      | 28    | 21    | ¿?    | ¿?    | -      | -      |       |       |
| 1999 (1999/00) en Ucrania | FC Dinamo de Kiev                | Liga Premier de Ucrania    | 14    | 7     | ¿?    | ¿?    | -      | -      |       |       |
| 1999 (1999/00) en Ucrania | FC Dinamo-2 de Kiev (eq.reserva) | Persha Liha                | 1     | 2     | ¿?    | ¿?    | -      | -      |       |       |
| 2000/01                   | FC Dinamo de Kiev                | Liga Premier de Ucrania    | 12    | 8     | ¿?    | ¿?    | -      | -      |       |       |
| 2000/01                   | FC Dinamo-2 de Kiev (eq.reserva) | Persha Liha                | 7     | 7     | ¿?    | ¿?    | -      | -      |       |       |
| 2000/01                   | Real Sociedad                    | Primera División           | 4     | 0     | -     | -     | -      | -      | 4     | 0     |
| 2001/02 (2002 en Rusia)   | Real Sociedad                    | Primera División           | 9     | 1     | 1     | 0     | -      | -      | 10    | 1     |
| 2001/02 (2002 en Rusia)   | FC Lokomotiv Moscú (cedido)      | Liga Premier de Rusia      | 6     | 0     | ¿?    | ¿?    | -      | -      |       |       |
| 2002/03 (2002 en Rusia)   | Alania Vladikavkaz (cedido)      | Liga Premier de Rusia      | 16    | 6     | ¿?    | ¿?    | -      | -      |       |       |
| 2002/03 (2002 en Rusia)   | FC Metalurh Donetsk (cedido)     | Liga Premier de Ucrania    | 15    | 8     | ¿?    | ¿?    | -      | -      |       |       |
| 2003/04                   | FC Metalurh Donetsk              | Liga Premier de Ucrania    | 28    | 18    | ¿?    | ¿?    | -      | -      |       |       |
| 2004/05                   | FC Metalurh Donetsk              | Liga Premier de Ucrania    | 24    | 4     | ¿?    | ¿?    | -      | -      |       |       |
| 2005/06 (2005 en Rusia)   | FC Metalurh Donetsk              | Liga Premier de Ucrania    | 3     | 2     | ¿?    | ¿?    | -      | -      |       |       |
| 2005/06 (2005 en Rusia)   | Alania Vladikavkaz (cedido)      | Liga Premier de Rusia      | 11    | 1     | ¿?    | ¿?    | -      | -      |       |       |
| 2005/06 (2005 en Rusia)   | Maccabi Tel Aviv FC (cedido)     | Ligat ha'Al                | 13    | 3     | ¿?    | ¿?    | -      | -      |       |       |
| 2006/07                   | FC Metalurh Donetsk              | Liga Premier de Ucrania    | 16    | 2     | ¿?    | ¿?    | -      | -      |       |       |
| 2007/08                   | FC Arsenal Kiev                  | Liga Premier de Ucrania    | 18    | 3     | ¿?    | ¿?    | -      | -      |       |       |
| 2008/09                   | FK Baku                          | Liga Premier de Azerbaiyán | 10    | 2     | ¿?    | ¿?    | -      | -      |       |       |
| 2009/10                   | FK Baku                          | Liga Premier de Azerbaiyán |       |       | ¿?    | ¿?    | -      | -      |       |       |
| 2009/10                   | Spartaki-Tskhinvali Tbilisi      | Umaglesi Liga              | 4     | 0     | ¿?    | ¿?    | -      | -      |       |       |
| Total carrera             |                                  |                            |       |       |       |       |        |        |       |       |

- Actualizado 23 de mayo de 2011.